# Mercury (Marvel Comics)
Pour les articles homonymes, voir Mercury.
Mercury est un personnage appartenant à l’univers de Marvel Comics. Elle est apparue pour la première fois dans New Mutants vol. 2 #2.

## Biographie fictive
Cessily Kincaid, alias Mercury, est une jeune mutante dont le corps est composé de mercure. son pouvoir consiste à contrôler ce mercure. Elle peut ainsi se changer en flaque de mercure pour se faufiler dans des endroits dits inaccessibles ou bien pour se faire discrète. Elle peut aussi prendre d'autres formes diverses solides ou liquides et peut ainsi étirer son corps ou le transformer en lames tranchantes. Elle n'est apparemment pas sensible à de nombreuses attaques physiques telles que les coups de couteaux car elle peut se reformer à volonté, elle est également insensible aux phéromones. Néanmoins, son point faible réside dans l'électricité qui lui fait perdre le contrôle de son corps.
Cessily est une jeune fille assez sociable qui reste attentionnée pour ses amis. Elle regrette souvent d'être une mutante à cause de son physique différent mais aussi, et surtout, parce que ses parents la voient comme un monstre et la rejettent.
Elle est amoureuse de Kevin Ford et est de ce fait fortement jalouse vis-à-vis de Laurie Collins qui garde tout l'amour du jeune homme.
Après son arrivée à l'institut Xavier, elle est très vite devenue amie avec Julian Keller, Santo Vaccaro et Brian Cruz. Elle devient membre à leurs côtés de l'équipe des Hellions grâce au soutien de leur tutrice Emma Frost. 
Après le jour M, Cessily sera désignée pour faire partie des Nouveaux X-Men et une de ses premières missions sera de combattre le révérend William Stryker, activiste religieux anti-mutants.